# Открытие (банк, 1992—2014)
Русский Банк Развития (РБР) (до 2009 года), затем ЗАО «КБ „Открытие“» (2009-10) и ОАО «Банк „Открытие“» (2010—2014) — российский банк, существовавший с 1992 по 2014 год. В 2014 году это юридическое лицо было присоединено к более крупному Ханты-Мансийскому банку, который продолжил работу под брендом «Открытие». В то же время Ханты-Мансийский банк в результате присоединения «Открытия» был переименован в «Ханты-Мансийский банк Открытие», а потом ликвидирован с переходом активов ФК "Открытие"
Банк был зарегистрирован в 1992 году под названием «Карина-Банк». До 23 июля 2009-го был хорошо известен на рынке как Русский Банк Развития (РБР).
В ноябре 2008 года 100 % акций «Русского банка развития» были выкуплены финансовой корпорацией «Открытие». 22 июля 2009 года «Русский банк развития» был переименован в банк «Открытие».
На момент реорганизации:
- Председатель совета директоров — Аганбегян, Рубен Абелович.
- Председатель правления — Данкевич, Евгений Леонидович.

## История
Банк был зарегистрирован в 1992 году под названием «Карина-Банк». До 23 июля 2009-го был хорошо известен на рынке как Русский Банк Развития (РБР).

### «Карина-Банк» и «Русский банк развития»
Банк был зарегистрирован в Москве в 1992 году под названием «Карина-Банк».
В первой половине 1990-х банк был переименован в «Русский Банк Развития». В 2003 году форма собственности изменена — банк из общества с ограниченной ответственностью преобразован в закрытое акционерное общество, что повлекло необходимость замены лицензий и регистрационных документов.
Председателем правления банка с 1990-х до 2001 года был Сергей Михеев, который в 2001—2005 году занимал должность Председателя Совета банка. С 2001 года председателем правления стал Сергей Иванов, который оставался им до 2006 года, когда он заменил Михеева на должности Президента — Председателя Совета банка. В 2006—2007 гг. правление банка возглавляла Людмила Лебедева. В 2007—2008 гг. банк возглавлял Олег Харитонов.
Владельцами банка считались его топ-менеджеры — Сергей Иванов, Александр Клячин и Сергей Михеев.
В 2007 году банк входил в топ-100 крупнейших российских банков. По данным ЦЭА «Интерфакс», на апрель 2007 года его чистые активы составляли 25,4 млрд руб. (71-е место), собственный капитал — 2,1 млрд руб. (92-е место).
В 2008 году банк активно занимался кредитованием, в том числе финансировал строительные и девелоперские компании, и пал жертвой финансового кризиса.
По состоянию на 01.07.2008 чистые активы банка составляли 41 608,3 млн руб. (70-е место), собственный капитал — 3 087,2 млн руб. (101-е место).

### Формирование банковской группы «Открытие»

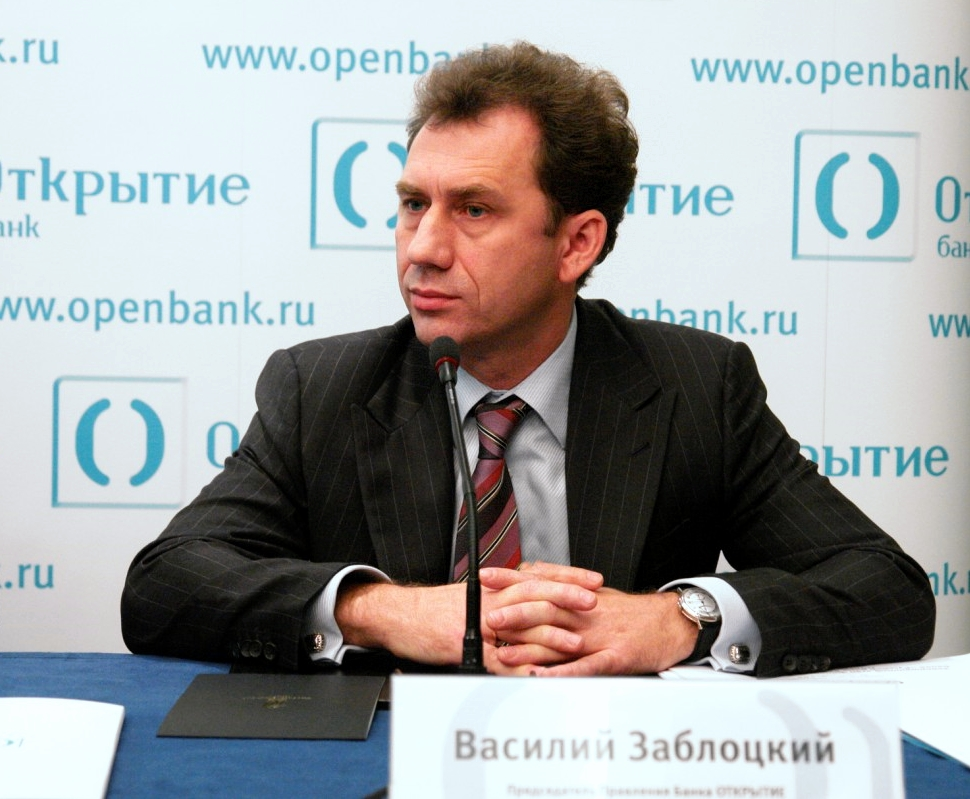
В. В. Заблоцкий, председатель правления банка (2009—2011)

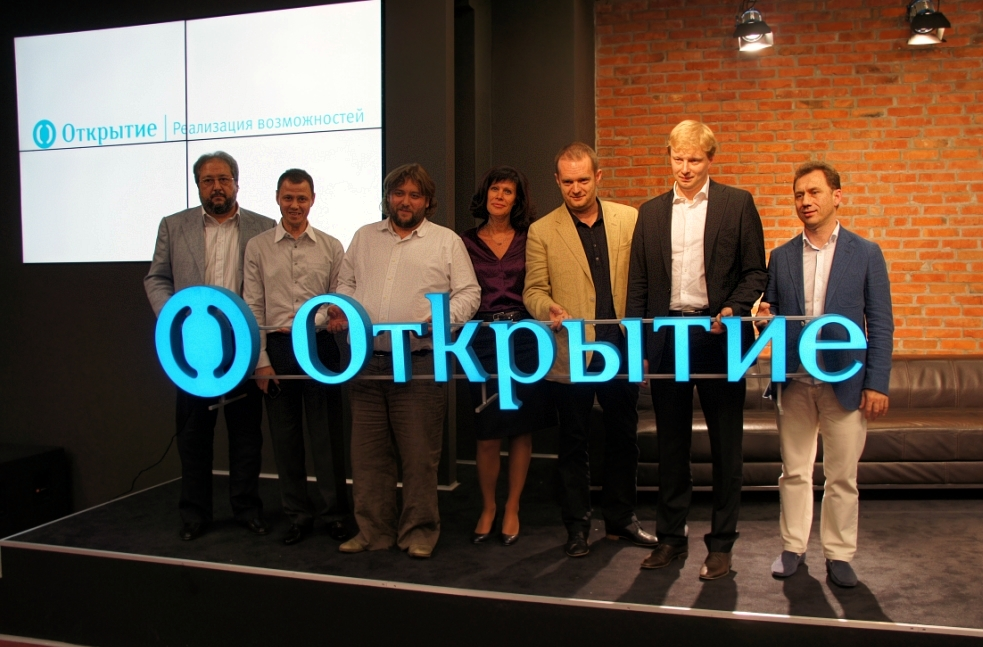
Руководство банка, 2011

В сентябре 2006 года инвестиционная группа «Открытие» приобрела небольшой московский банк «Щит-Банк», который в 2007 году был переименован в «Открытие».
Благодаря связям председателем совета директоров группы «Открытие» Бориса Минца (входившим в «команду» Анатолия Чубайса), банк начал активно сотрудничать с РАО ЕЭС. В 2007 году банк возглавлял Сергей Негашев, муж начальника департамента корпоративных финансов РАО ЕЭС Юлии Негашевой. В это время РАО ЕЭС приобрело векселей банка на 5 млрд рублей, по словам Негашевой, из-за их высокой доходности.
В декабре 2007 года председателем правления банка назначена Светлана Целминьш.
В 2008 году «Открытие» вместе с дочерним банком ВТБ Russian Commercial Bank (Cyprus) создала фонд Otkritie UES Capital Partners. Фонд был предназначен для покупки акций РАО ЕЭС, которые в рамках реформы российской электроэнергетики оказались в собственности самой РАО (они были выкуплены у миноритариев, не желающих получать акции новых компаний, на которые должна была распасться компания). В 2008 году фондом было приобретено 1,4 млрд акций на общую сумму 45 млрд рублей, приобретение финансировалось за счет кредита ВТБ в размере $1,8 млрд. Несмотря на первоначальный рост активов фонда, его стоимость резко упала из-за экономического кризиса 2008 года. Фонд не смог расплачиваться по кредиту ВТБ, который был реструктурирован и частично конвертирован в акции финансовой корпорации «Открытие» (ВТБ стало собственником 19,99 % акций группы «Открытие» в начале 2009 года).
Осенью 2008 года банк «Открытие» стал первым частным банком, участвующим в санации другого частного банка («Русский банк развития») на деньги Агентства страхования вкладов. До приобретения (по данным на 01.07.2018) банк «Открытие» (бывший «Щит-Банк») был на 136 месте по размеру активов (14 630,6 млн руб.) и на 253 месте по размеру капитала (999,3 млн руб.). Активы «Русского банка развития» превышали активы «Открытия» более чем в 2,5 раза (70-е место), а собственный капитал — в 3 раза (101-е место). В ноябре 2008 года 100 % акций «Русского банка развития» были выкуплены финансовой корпорацией «Открытие». АСВ выдало «Открытию» кредит в размере 8 млрд рублей и выкупило проблемные активы РБР на 18 млрд рублей. После покупки РПР у группы «Открытие» в собственности оказалось два банка — «Открытие» и «Русский банк развития».
В апреле 2009 года банк «Открытие» был переименован в "Инвестиционный банк «Открытие». А 22 июля 2009 года «Русский банк развития» был переименован в банк «Открытие». По данным Банки.ру и агентства «Интерфакс-ЦЭА», на 1 января 2009 года ЗАО "Коммерческий Банк «Русский Банк Развития» занимало 77-е место по нетто-активам (36,3 млрд рублей)..
В сентябре 2010 года "Инвестиционный банк «Открытие» был присоединен к банку «Открытие» и, таким образом, бывший «Щит-Банк» прекратил свое существование.

### Развитие в рамках группы «Открытие»
В 2010 году к банку был присоединен банк «Петровский» (бывший «Банк ВЕФК»); в 2011 году было завершено присоединение «Свердловского губернского банка». Присоединение банка «Петровский» и «Свердловского губернского банка» осуществлялось в рамках процедур финансового оздоровления этих кредитных организаций, в которых «Открытие» принимало участие совместно с Агентством по страхованию вкладов.
В марте 2011 года в состав акционеров банка вошла «Международная финансовая корпорация» (IFC), которая приобрела у банка «Открытие» 15,7 % акций. Таким образом, доля финансовой корпорации «Открытие» в банке составила 67,3 %, а Агентства по страхованию вкладов — 17 %.
Осенью 2013 года «Открытие» консолидировало контрольный пакет банка «Финансовая корпорация „Открытие“» (до июня 2014 года — «Номос-банк»). Банк «ФК „Открытие“», в свою очередь, стал контролирующим акционером банка «Открытие». В декабре 2013 года холдинг «Открытие» выкупил долю банка у АСВ за 7,915 млрд рублей. В феврале 2014 года владельцем пакета акций банка «Открытие», принадлежавшего IFC (14,3 %), стал банк «ФК „Открытие“». Сумма сделки составила 4,235 млрд руб.
На 1 января 2015 года 61,5 % акций банка «ФК „Открытие“» находилось в залоге. Имя залогодержателя не оглашалось.

### Реорганизация и дальнейшая история

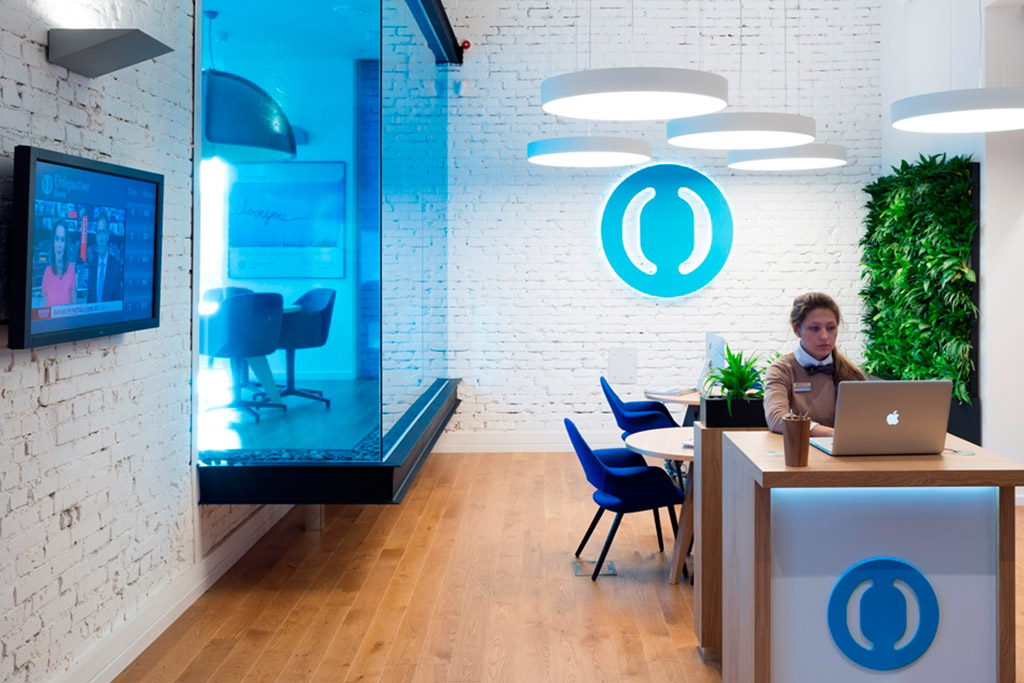
Офис банка «Открытие»

В мае 2014 года «Открытие» объявило скорректированную стратегию развития своего банковского бизнеса. В соответствии с ней банк «Открытие» и «Новосибирский муниципальный банк» в ноябре 2014 года присоединены к «Ханты-Мансийскому банку», который в результате реорганизации переименован в «Ханты-Мансийский банк „Открытие“».
«Ханты-Мансийский банк „Открытие“» работал под двумя брендами. В регионах, где узнаваемость бренда «Ханты-Мансийский банк» исторически высока, — в первую очередь, на территории ХМАО, — использовался его действующий бренд. На остальной территории России банк работал под брендом «Банк „Открытие“». «Новосибирский муниципальный банк» стал филиалом «Муниципальный», его офисы также были переведены на бренд «Банк „Открытие“».
«Ханты-Мансийский банк „Открытие“», в свою очередь, был присоединён к ПАО банк «Финансовая корпорация „Открытие“» в августе 2016 года, который стал правопреемником всех прав и обязанностей ПАО «Ханты-Мансийский банк „Открытие“».
В 2014 году банк был реорганизован в форме присоединения к более крупному Ханты-Мансийскому банку. Объединённый банк получил название ПАО «Ханты-Мансийский банк „Открытие“» (ХМБ «Открытие») и продолжил использование бренда «Открытие». Банк ХМБ «Открытие», в свою очередь, был присоединён к более крупному банку ФК «Открытие», который входит в список системно значимых банков ЦБ РФ.

## Собственники и роль в группе «Открытие»

### Поглощённые банки

#### «Щит-банк» (Инвестиционный Банк «ОТКРЫТИЕ»)
В июне 1994 года в Москве был основан банк «Щит-Банк», первым получивший название «Открытие» (ОАО "Инвестиционный Банк «ОТКРЫТИЕ») в 2007 году.
В 1990-х годах руководителем банка был Николай Рыков, с 2000 — Галина Разуваева.
На октябрь 2006 года с активами в 273,4 млн рублей банк занимал 781-е место в рейтинге российских кредитных организаций.
В декабре 2006 года было объявлено, что инвестгруппа «Открытие» приобрела 100 % небольшого московского Щит-Банка. Сообщалось, что сделка была завершена в сентябре, и к февралю кредитная организация будет переименована в банк «Открытие».
В сентябре 2010 года "Инвестиционный банк «Открытие» был присоединен к банку «Открытие» и, таким образом, бывший «Щит-Банк» прекратил свое существование.

#### Банк «Петровский»
Основанный в конце 1990 года под именем «Петровский» банк в 2000 году был переименован в «Петровский народный банк». Уже в 2002 году он был куплен структурами МДМ и получил новое наименование — «МДМ-Банк Санкт-Петербург». Весной 2006 года контрольный пакет приобрела прославившаяся покупками банков Восточно-Европейская Финансовая Корпорация (ВЕФК) Александра Гительсона и в июне 2006 года название банка изменилось на ОАО «Банк ВЕФК». В кризисный октябрь 2008 года ВЕФК не справился с оттоком средств пенсионеров и других вкладчиков и, учитывая его социальную значимость, бразды правления на себя взяло Агентство по страхованию вкладов. С 17.09.2009 переименован обратно в банк «Петровский». В 2010 году ОАО «Банк „Петровский“» был реорганизован путем его присоединения к ОАО "Банк «Открытие» (Москва, рег. № 2179).
Финансовые проблемы группы банков ВЕФК оказались самыми сложными для решения в рамках работы госкорпорации «Агентство по страхованию вкладов» (АСВ) по финансовому оздоровлению российских банков в период кризиса.

#### Свердловский губернский банк
В 2011 году ОАО «Свердловский губернский банк» был реорганизован путем его присоединения к ОАО "Банк «Открытие» (Москва, рег. № 2179).

## Социальные проекты

#### «Добрые дела» с Фондом «Вера»
В 2012 году совместно с Фондом помощи хосписам «Вера» был запущен благотворительный проект «Добрые дела», «лицом» которого стали персонажи сказки «Ёжик в тумане». Банк выпустил карты и сувениры с изображениями персонажей сказки. В рамках проекта cashback по картам банка и средства, собранные от распространения сувениров, идут в Фонд «Вера» на помощь неизлечимо больным людям.

#### Сотрудничество с ФК «Спартак-Москва»
19 февраля 2013 года было объявлено о заключении спонсорского соглашения о долгосрочном стратегическом партнерстве банка и московского футбольного клуба «Спартак».
Сумма сделки составила 1 млрд 208 млн рублей. Согласно ей, новый стадион «Спартака» на протяжении шести лет будет носить название «Открытие Арена». В мае 2014 года банк выпустил карту для болельщиков «Спартака».

#### Развитие городского пространства
На смотровой площадке Воробьёвых гор «Открытие» установило первые в России туристические бинокли, в которые любой желающий бесплатно может рассмотреть панораму Москвы с 10-кратным увеличением. В 2014 году бинокли «Открытия» также появились на Останкинской телевизионной башне.